# Antônio Martins Vilas Boas

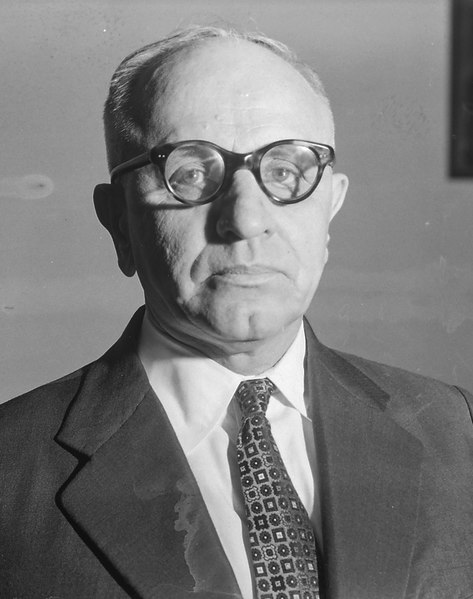
Ministro Vilas Boas

Antônio Martins Vilas Boas (Guiricema, 15 de novembro de 1896 - Brasília, 10 de novembro de 1987)  foi um jurista, civilista, professor catedrático e magistrado brasileiro.
Foi Ministro do Supremo Tribunal Federal (STF) de 1957 a 1966, período em que ocorreu a mudança da capital federal do Rio de Janeiro para Brasília e, em consequência, da transição da sede do Tribunal. Foi indicado pelo Presidente Juscelino Kubitschek, em 13/2/57, para a vaga do Ministro Edgard Costa, e tomou posse no cargo após ser aprovado unanimemente pelo Senado Federal. A partir de 1960, acumulou a função de Ministro do Tribunal Superior Eleitoral (TSE), do qual veio a ser eleito Presidente em 1965. Presidiu o TSE de 9/3/65 a 14/11/66 (13ª Presidência). Na área acadêmica, foi Diretor da Faculdade de Direito da Universidade Federal de Minas Gerais, onde ocupou a cátedra de Direito Civil.
Vilas Boas pertenceu a notável geração de escritores, acadêmicos e estadistas de Minas Gerais, nascidos em fins do século XIX ou princípios do século XX, que se destacaram nacionalmente na poesia, literatura, política, direito ou medicina. Entre os representantes dessa geração podem ser exemplificativamente citados: Abgar Renault, Afonso Arinos de Melo Franco, Carlos Drummond de Andrade, Clóvis Salgado da Gama, Emílio Moura, Guimarães Rosa, Gustavo Capanema, José Maria Alkmin, Juscelino Kubitschek, Milton Campos, Murilo Mendes, Pedro Aleixo e Pedro Nava.

## Biografia
Nasceu em Guiricema, Minas Gerais, aos 15/11/1896, data do sétimo aniversário da Proclamação da República do Brasil. Era o filho primogênito de Albino Martins Villas Boas e de Cecília Francisca da Silva Paiva, casados em 4 de agosto de 1894 naquela cidade. Seu pai era imigrante português, originário da região de Braga, no Norte de Portugal, que chegou ao Rio de Janeiro em 23 de maio de 1889, aos 14 anos de idade, e veio a estabelecer-se na Zona da Mata Mineira. Sua mãe era brasileira, de Viçosa, Minas Gerais. Os pais de Antônio Vilas Boas tiveram, pelo menos, 12 filhos, nascidos entre 1896 e 1921, em Guiricema e em Juiz de Fora.
Frequentou escola primária em sua terra natal. Cursou o Ginásio São José, em Ubá-MG, instituição de ensino fundada pelo educador e benfeitor José Januário Carneiro, "Doutor Fecas", Catedrático da tradicional Escola de Minas de Ouro Preto. Em seguida, estudou no Colégio Americano Granbery, em Juiz de Fora (atual Instituto Metodista Granbery), fundado em 1889 por missionários da Igreja Metodista dos Estados Unidos.
Em 1923, formou-se em Ciências Jurídicas e Sociais pela Faculdade Livre de Direito de Minas Gerais, em Belo Horizonte. Na ocasião, foi agraciado pelo Diretor da Faculdade e paraninfo da Turma, Francisco Mendes Pimentel, com o tradicional Prêmio Rio Branco, conferido ao melhor aluno do curso em cada formatura.
Iniciou sua vida profissional, como advogado, na cidade de Visconde do Rio Branco-MG, Comarca à qual pertence seu Município natal. Aí se casou com D. Alda Fonseca Vilas Boas, em 8 de outubro de 1924. O casal teve seis filhos: Elsie, Elza, Milton, Mário, Alda e Olegário.
Faleceu em Brasília, aos 90 anos de idade.

## Carreira
Antes de se mudar, em 1957, para o Rio de Janeiro, então Capital Federal do Brasil, para servir no mais alto escalão da República brasileira como Ministro do Supremo Tribunal Federal, exerceu múltiplas funções públicas em seu estado de Minas Gerais. Foi Delegado e Promotor Público em Patos de Minas (a partir do fim de 1924); Juiz em Miraí (1927); Prefeito de Araxá (1930); Procurador Federal (1931); Procurador-Geral do Estado, cargo correspondente na época ao atual Procurador-Geral de Justiça, isto é, chefe do Ministério Público estadual (1932-36), nomeado por Olegário Maciel; Desembargador do Tribunal de Justiça - TJMG (1936-1957), nomeado por Benedito Valadares; e, por curto período em 1945, Secretário da Fazenda estadual. Para o TJMG, onde exerceu longa magistratura, Vilas Boas foi nomeado em 3 de março de 1936. Foi, ainda, membro do Instituto dos Advogados Brasileiros e da Sociedade Mineira de Agricultura.
Paralelamente, dedicou-se à carreira acadêmica. Foi Professor catedrático de Direito Civil e Diretor da Faculdade de Direito da Universidade Federal de Minas Gerais (UFMG), a mesma Faculdade onde, em 1923, havia se formado e sido agraciado com o Prêmio Rio Branco de melhor aluno da Turma. Em 1939, Prof. Vilas Boas conquistou a cátedra em Direito Civil, vencendo memorável concurso, com a tese “Dos efeitos das nulidades em matéria de casamento”. Aposentou-se do magistério em janeiro de 1961. Foi sucedido em sua cátedra pelo Prof. Wilson Melo da Silva.
Sua gestão como Diretor da Faculdade foi marcada por dinamismo, com realizações no plano das instalações físicas e dos métodos e processos didáticos. 
Além de diácono da Igreja Batista, foi também filantropo. Foi fundador e mantenedor de um orfanato para crianças carentes em Betim-MG, a cerca de 50 km de Belo Horizonte (Associação Batista de Assistência Social - ABAS / Instituto Batista Mineiro). 
Aposentou-se como Ministro do STF em 15 de novembro de 1966, ao completar 70 anos de idade. 

## Homenagens
Em sua homenagem, o povoado de Córrego Preto, em Guiricema, onde nasceu e cresceu, passou em 1938 a ser oficialmente designado "Vilas Boas".
Em reconhecimento público do valor de sua administração como Diretor da Faculdade de Direito da Universidade Federal de Minas Gerais (UFMG), seu nome foi atribuído ao edifício daquela Faculdade. Ainda hoje, pode-se ler a inscrição “Prof. Vilas Boas” no frontispício do prédio situado na Av. Álvares Cabral, 211, no centro de Belo Horizonte.
O fórum de Miraí-MG, cidade onde Antônio Martins Vilas Boas atuou como juiz no fim dos anos 1920, leva seu nome.
Em Belo Horizonte, seu nome também foi atribuído a rua no bairro Mangabeiras, na Zona Sul da capital mineira: "Rua Ministro Vilas Boas".